# 새미의 어드벤쳐 2
새미의 어드벤쳐(Sammy 2)는 2012년 개봉한 애니메이션 영화이다.